# 瀬戸の染飯

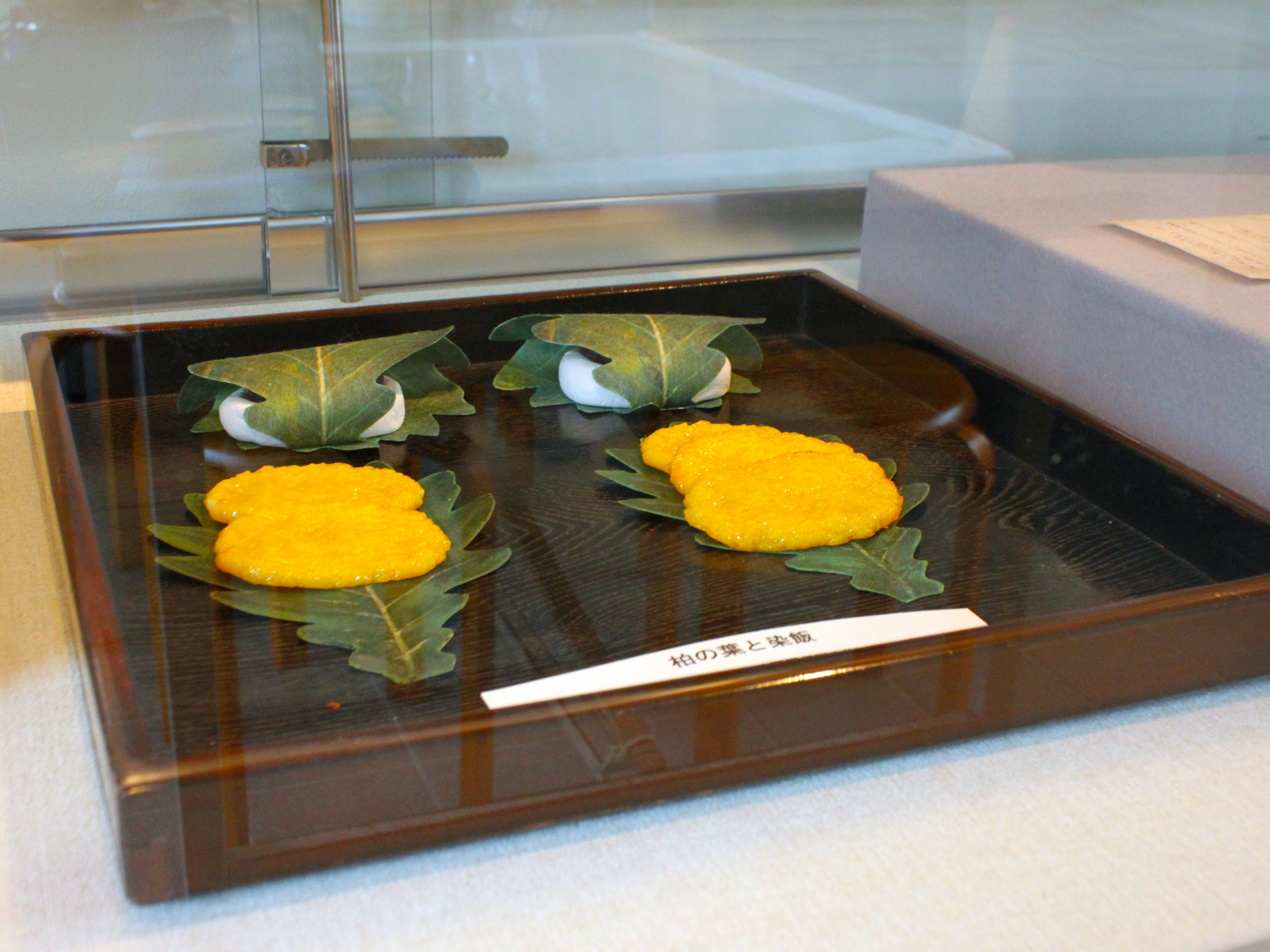
瀬戸の染飯のレプリカ（千貫堤・瀬戸染飯伝承館蔵）

瀬戸の染飯（せとのそめいい）とは、現在の静岡県藤枝市上青島である駿河国志太郡青島村付近で戦国時代から販売された黄色い米飯食品である。東海道藤枝の名物であり、文化庁の日本遺産『日本初「旅ブーム」を起こした弥次さん喜多さん、駿州の旅』の「構成文化財」に認定された。

## 概要
瀬戸の染飯は、強飯（こわいい/こわめし・蒸した餅米、おこわ）をクチナシ（梔子）の実で黄色く染めて磨り潰し、平たい小判形や三角形（鱗形）、四角形などにして乾燥させたものである。江戸時代には藤枝宿-島田宿間にある瀬戸の立場（休憩所）で売られていた。漢方医学では、クチナシには消炎・解熱・利胆・利尿の効果があるといわれ、また足腰の疲れをとるとされることから、難所が多い駿河の東海道を往来して長旅に疲れた旅人たちから重宝された。
物語や和歌、浮世絵の題材としてたびたび取り上げられ、1792年（寛永4年）に西国を旅した小林一茶は藤枝で「染飯や我々しきが青柏」と詠んでいる。1797年（寛政9年）の『東海道名所図会』には染飯を売る茶屋の挿絵があり、葛飾北斎の1804年（享和4年）頃の浮世絵『東海道中五十三駅狂画』でも四角い染飯を売る茶屋の娘が描かれた作品がある。十返舎一九の『東海道中膝栗毛』（1802年-1814年初刊）にも登場する。
その始まりは古く、『参詣道中日記』1553年（天文22年）の記録や『信長公記』1582年（天正10年）の記録に記載があるため戦国時代にさかのぼる。東海道の街道名物としては最古級である。
「瀬戸御染飯」と書かれた壺のシンボル絵があり、その版木が伝わる（市の指定有形民俗文化財）。藤枝市の「千貫堤・瀬戸染飯伝承館」には、この版木や江戸時代の染飯のレプリカなど、染飯についての歴史資料が展示されている。

## 現在の染飯
現在も藤枝市内の弁当店「喜久屋」で販売されているが、現代版は乾燥せずにおにぎり形にしたおこわである。
2020年（令和2年）に静岡県内中心部域の東海道宿場（蒲原宿～藤枝宿）に関する歴史的事物が、文化庁の日本遺産『日本初「旅ブーム」を起こした弥次さん喜多さん、駿州の旅』に認定されたが、瀬戸の染飯も「構成文化財」としてこれに含まれた。
2021年（令和3年）2月20日に藤枝市は、市の産業振興プロジェクト（F'sプロジェクト）の一環として、市内4軒の飲食店が考案した現代版染飯のレシピ集を公開した。
農林水産省が運営する郷土料理データベース「うちの郷土料理-次世代に伝えたい大切な味-」でも紹介されている。